# Мокрієвич Карпо Іванович
Мокрієвич Карпо Іванович (? — 1704) — діяч доби Руїни. 

## Біографія
На державну службу вступив за гетьмана Б. Хмельницького. В 1663-67 - канцелярист Генеральної Військової Канцелярії. В 1669-72 - генеральний писар в уряді гетьмана Д. Многогрішного. Був організатором змови частини козацької старшини проти Д. Многогрішного, який намагався протистояти політичним та адміністративним впливам московського уряду. Після приходу до влади гетьмана І. Самойловича, усунунений з державних посад. За гетьмана І. Мазепи - чернігівський полковий суддя (1688-90), володів Слободою Ройською.
Коли змовники тягли Д. Многогрішного до двору московського посланця Неєлова «видавати царю», гетьман спробував вихопити з рук змовника П. Забіли мушкет, але був поранений в плече пістолетним пострілом Мокрієвича та закутий в кайдани. Таке неймовірно ганебне поводження зі своїм гетьманом запам'яталось багатьом українцям — саме Мокрієвич став згодом сприйматись як основний злочинець і зрадник. Над цим багато попрацював старий приятель Многогрішного Лазар Баранович. Варто зацитувати показовий уривочок з відомого листа Пилипа Орлика, у якому момент злочину і кари змальовано «в усій красі»:
Покійник Мокріевич, котрий будучи в тім же, у якім і я був, писарства генерального чину, у гетьмана Дем'яна Многогрішного, чи праведно, чилі неправедно, Бог відає, звинуватив його, гетьмана свого, про противні державі Російській з Дорошенком пересилки і згоди і віддав його лестощами в заслання в Сібір; а яку ж напотім за те мав честь? і уряду писарського од Самуйловича втратив, і з України вигнаний був, і на всякому місці через все житіє своє зрадою поносимий був і од мирських і од духовних осіб, найпаче од блаженної пам'яті преосвященного архієпископа Чернігівського Лазара Барановича, котрий, коли його Мокрієвича в церкві чи на обході бачив, на почуття всім і йому самому іменував його Іюдою, пана свого зрадником, а синів єхидним породженням, і коли антидору йому давав, завжди звичайно ті мовив слова: «І Христос Іюді хліб дав, і по хліб вийде геть сатана».